# La Fileuse endormie
La Fileuse endormie est un tableau réalisé par le peintre français Gustave Courbet en 1853. Cette huile sur toile représente une femme qui s'est assoupie en station assise à côté d'un rouet, mais tenant encore l'écheveau de la quenouille sur ses genoux. La tradition retient que l'artiste a pris sa sœur Zélie comme modèle de cette œuvre qu'il expose au Salon de 1853, à Paris. Don d'Alfred Bruyas en 1868, elle est conservée au musée Fabre, à Montpellier, dans l'Hérault.